# Willow Lake
Willow Lake è un comune degli Stati Uniti d'America, situato in Dakota del Sud, nella contea di Clark.